# 折齿假糙苏
折齿假糙苏（学名：Paraphlomis reflexa）为唇形科假糙苏属下的一个种。

## 扩展阅读
- 維基物種上的相關：折齿假糙苏